# 바실리 이그나텐코
바실리 이바노비치 이그나텐코(러시아어: Василий Иванович Игнатенко, 우크라이나어: Василь Іванович Ігнатенко 바실 이바노비치 이흐나텐코[*], 벨라루스어: Васіль Іванавіч Ігнаценка 바실 이바나비치 이흐나첸카, 1961년 3월 13일 ~ 1986년 5월 13일)는 소비에트 연방의 소방관으로, 체르노빌 원자력 발전소 사고로 인한 화재를 진화하는 데 참여한 14명의 소방관 중 한 명이다.
그는 벨로루시 소비에트 사회주의 공화국에서 태어나, 한동안 전기 기술자로 일했다. 1980년, 소련군 복무로 소방관이 되었고, 이후 준군사 소방관으로 채용되었다. 1986년 4월 26일, 소방관 동료들과 체르노빌 원자력 발전소 사고로 인한 화재를 진화하기 위해 체르노빌 원자력 발전소로 이동했고, 진화를 시작했다. 이 과정에서 이그나텐코는 많은 방사능에 오염되어 18일 후, 5월 13일에 모스크바의 병원에서 사망하게 되었다.

## 생애

### 어린 시절

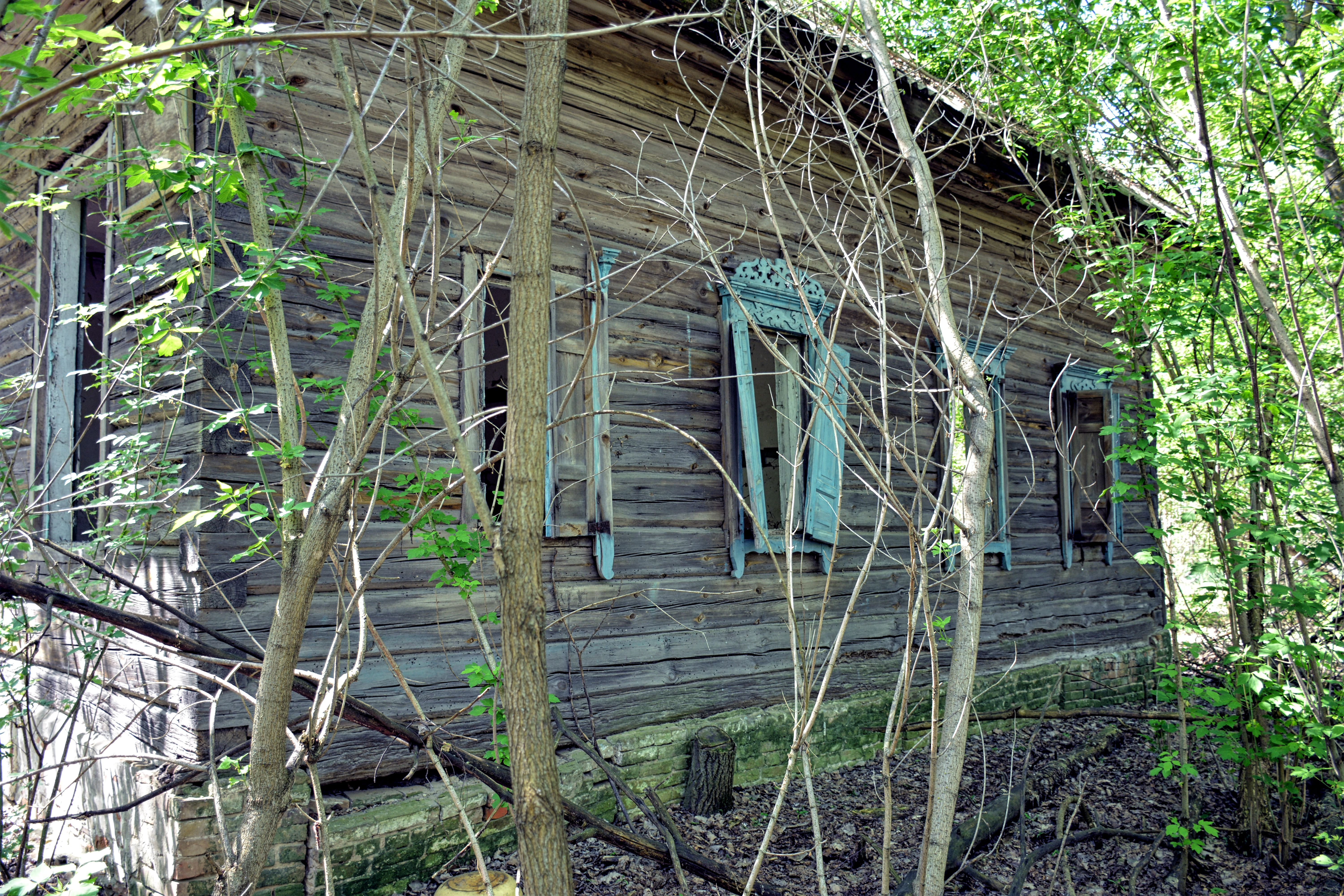
슈페리제 마을(Сперижье)의 학교의 모습

바실리 이그나텐코는 집단 농장 일꾼인 1958년 결혼했던, 농부였던 타티아나 페트로브나 이그나텐코(Tatiana Petrovna Ignatenko)와 트랙터 운전사였던 이반 타라소비쉬 이그나텐코(Ivan Tarasovish Ignatenko)의 셋째 아이로 1961년 3월 13일, 소련 벨로루시 소비에트 사회주의 공화국 호멜주 브라힌 지구에서 태어났다. 그에게는 누나였던 류드밀라와 남동생인 니콜라이, 여동생 나타샤가 있었는데, 둘째 아이였던 비티아는 바실리가 태어나기 전에 열병으로 죽었다. 류드밀라는 의학 훈련을 받아 구급차 구급대원으로 일했고, 니콜라이는 버스, 트럭 운전사였으며, 여동생인 나타샤는 바실리 이그나텐코를 따라 소방관이 되었다.
어린 시절에 바실리 이그나텐코는 슈페리제 마을(Сперижье)에 살면서 방과후 농장의 일을 도왔고, 주말에는 축구 등 친구들과 어울려 놀았다.
바실리 이그나텐코는 필수 10개의 과목을 공부하고 고멜직업전문학교에서 전기기술자가 되기 위해 공부했으며, 1978년에 졸업하여 2년 후에 소련군으로 선정되기 전까지 바브루이스크에서 전기기술자로 일하게 되었다.

### 소방관

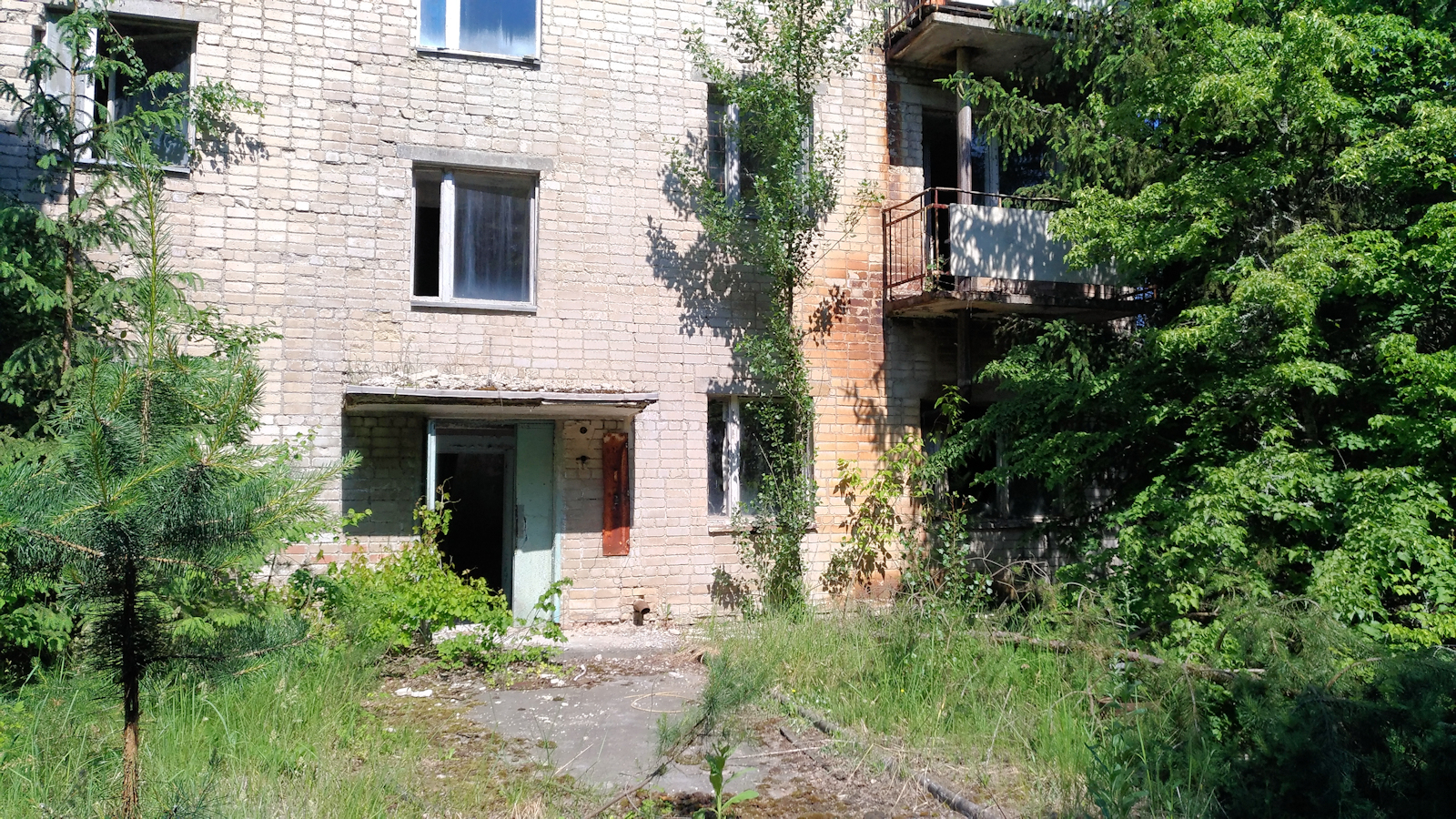
그가 살던 프리피야티 시의 아파트의 2019년 모습.

바실리 이그나텐코는 의무 군복무 기간동안 소방관 훈련을 받았고, 모스크바 내무부(MVD)에게서 군 소방서에 발령받았다.
1982년 8월 25일 이그나텐코는 의무 군복무를 재대하고, 슈페리제 마을에 다시 돌아왔다. 그는 돌아오자마자 인근 소방서에서 취업을 준비했고, 체르니히우에서 채용되었으나, 어떤 시에서도 그에게 일을 주지 않았다.
이후 그는 프리피야티 시 소방서에 고용되었고, 그곳에서 한 아파트에 입주해 소방관으로 일하기 시작했다. 그리고 그는 소방대-6(СВПЧ-6)에서 일하다 승진하여 분대장이 되었다.
바실리 이그나텐코의 계급은 소방 중사였다. 그리고 이 무렵부터 죽는 순간까지 소방 준장 레오니트 텔랴트니코프 키예프 소방서장의 부하가 되었다.

### 체르노빌 원자력 발전소 사고

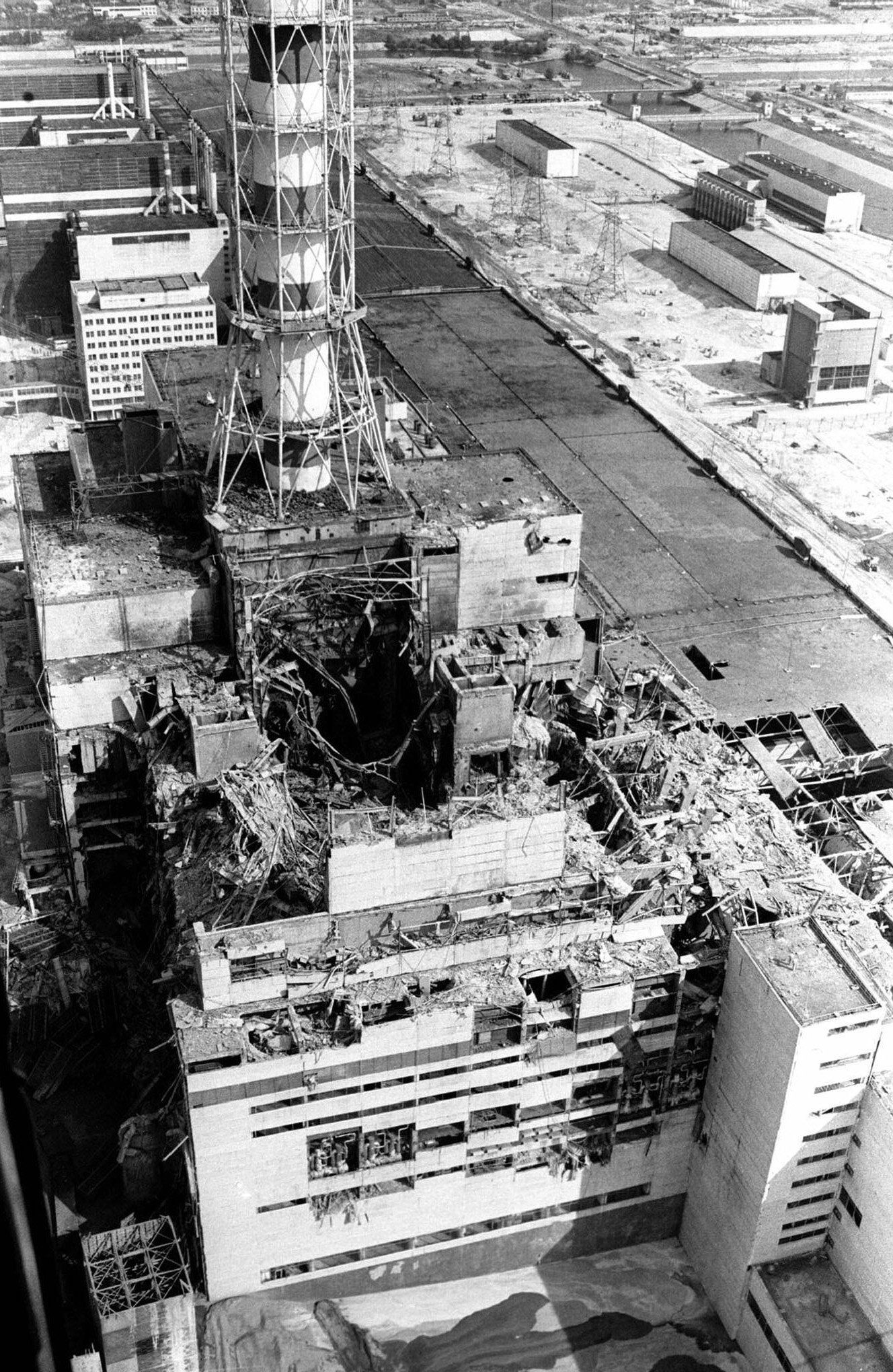
소방관들은 사진 속 장소의 화재들을 진압했다.

이그나텐코는 1986년 4월 26일 오전 2시 29분에 체르노빌 원자력 발전소에서 폭발로 인한 화재를 진화하는 소방관 14명 중의 1명으로 원자력 발전소로 향했다.
그들은 소방 상장 블라디미르 피칼로프의 지도에 따라 RBMK 원자로에서 흑연과 지르코늄 등이 과열 때문에 생긴 화재들을 소방차의 물로 진압했는데, 이는 건물 내부의 소방 파이프가 끊어졌기 때문이다.
그러나, 소방관들은 폭발하면서 나온 핵물질 속에서 작업하며 높은 방사능이 있는 연기를 들이마셨다. 결국 소방관들은 구토를 하며 서로의 도움 없이 서 있지 못하는 급성방사선증후군의 초기를 경험하기 시작했다. 이그나텐코는 동료 소방관들의 도움으로 프리피야트 병원으로 옮겨졌다.

### 입원과 사망
처음에 이그나텐코는 프리피야트 병원에 입원했으나, 사태의 심각성에 대해 알려지자 결국 보리스필 국제공항에서 비행기를 타고 모스크바로 이송되었다. 그곳에서 소련 원자력 기구에서 운영하는 6번째 병원에 입원했고, 1986년 5월 2일에 누나인 류드밀라의 기증으로 조혈모세포 이식을 받게 되었다. 원래 여동생인 나타샤가 유력 이식 기증자였지만, 이그나텐코는 그녀가 13살 뿐이라며 거절했고, 가족들은 이 시술로 그의 백혈구 수치가 높아지길 바랐다.
그는 수술로 조금 상태가 나아졌으나, 이후 계속 상태가 악화되었다. 그는 소화, 호흡기 기능이 저하되고 탈모와 피부 괴사를 겪으며, 5월 4일에는 서 있지 못하게 되었다. 면역체계의 손상으로 그는 장기 부전으로 이어졌고, 결국 그는 1986년 5월 13일 오전 11시 20분경에 사망했다.
그의 장례식은 5월 15일에 죽은 다른 소방관들과 함께 진행되었고, 장례식에는 다른 소방관의 가족들도 참여했다. 이그나텐코는 내부는 아연으로, 외부는 나무로 만들어진 관에 담겨, 미스틴코에 묘지(Mitinskoe Cemetery)에 묻혔다.

## 기념

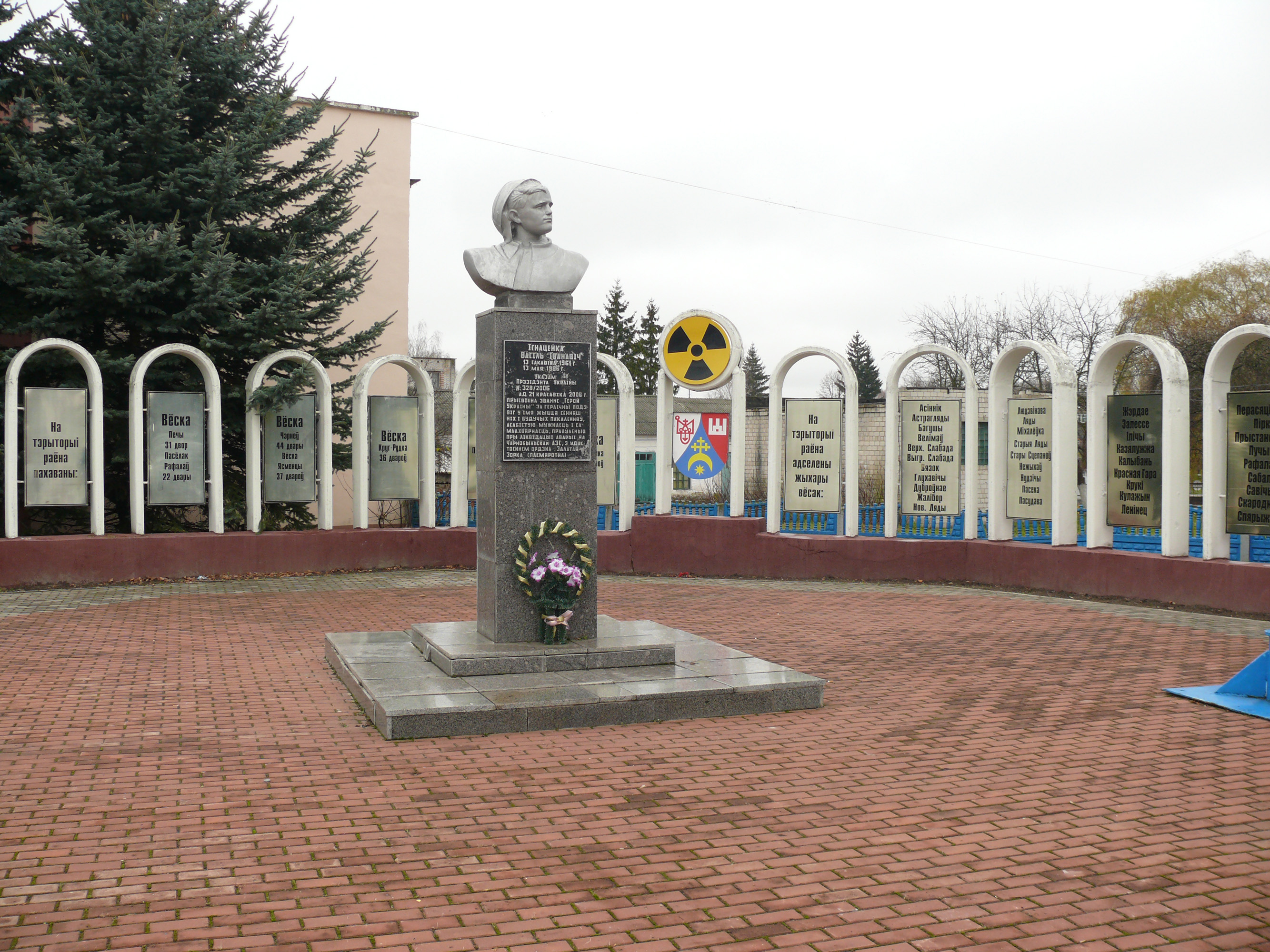
벨라루스 브라힌 지구의 이그나텐코 기념비

바실리 이그나텐코는 1986년 사망 이후 적기훈장을 받았으며, 2006년에는 "우크라이나 용기 훈장"과 국가 최고상인 "우크라이나 영웅" 칭호를 추서받았다. 브라힌 지구 등 그의 고향에서는 그를 기리기 위해 여러 기념비와 박물관이 세워졌다. 또한 민스크에는 그의 이름을 딴 거리가 있다.

## 수상
|  | 우크라이나 영웅      |
|  | 우크라이나 용기 훈장 |
|  | 적기훈장             |

## 대중 문화
그의 아내의 행적은 스베틀라나 알렉시예비치의 《체르노빌의 목소리》의 소재가 되었으며, 드라마 《체르노빌》(2019)과 다큐멘터리 《Ljudmilla Röst》(2001)에도 등장했다.

## 같이 보기
- 레오니트 텔랴트니코프: 바실리 이그나텐코의 직속상관
- 체르노빌 사고
- 체르노빌 사고 사망자 명단